# Vittorio Duse
Vittorio Duse (* 21. März 1916 in Loreto; † 2. Juni 2005 in Rom) war ein italienischer Schauspieler und Filmregisseur.

## Leben
Duse besuchte von 1939 bis 1941 das Centro Sperimentale di Cinematografia, das er mit dem Schauspiel-Abschluss verließ und wurde zunächst für kleinere Rollen engagiert, bis er 1943 mit Luchino Viscontis Ossessione seinen Durchbruch erzielte. In den Folgejahren war er in mehreren bedeutenden Filmen zu sehen, bevor er sich als Charakterdarsteller in zahlreichen Filmen, Serien und Fernsehproduktionen etablierte. Dabei legte er auch immer wieder längere Pausen ein und spielte in Genrefilmen genau so wie in künstlerisch bedeutenderen Werken. Zwischen 1954 und 1957 inszenierte er drei Filme nach eigenem Drehbuch, die jedoch keine besondere Aufmerksamkeit erregten.
Gegen Ende seiner langen Karriere war er auch in einigen internationalen Produktionen aktiv. Für seine Rolle in Liebe, Rache, Cappuccino gewann er den Jurypreis des World Film Festivals.

## Filmografie (Auswahl)

### Darstellung
- 1941: Il cavaliere senza nome
- 1942: Karawane (Una signora dell'Ovest)
- 1943: Besessenheit (Ossessione)
- 1946: Die Sonne geht wieder auf (Il sole sorge ancora)
- 1948: Tragische Jagd (Caccia tragica)
- 1949: Die Mauern von Malapaga (Le mura di Malapaga)
- 1951: Achtung, Banditi! (Achtung! Banditi!)
- 1951: Io sono il Capataz
- 1953: Frine, Sklavin der Liebe (Frine, cortigiana d’Oriente)
- 1963: Der Leopard (Il gattopardo)
- 1966: Mögen sie in Frieden ruh’n (Requiescant)
- 1967: Der Fremde (Lo straniero)
- 1970: Ermittlungen gegen einen über jeden Verdacht erhabenen Bürger (Indagine su un cittadino al di sopra di ogni sospetto)
- 1972: Don Camillo e i giovani d’oggi
- 1972: Der Sizilianer (Torino nera)
- 1973: Sie nannten ihn Plattfuß (Piedone lo sbirro)
- 1977: Der Tollwütige (La belva col mitra)
- 1989: Liebe, Rache, Cappuccino (Queen of hearts)
- 1990: Der Pate III (The Godfather Part III)
- 1991: Verzauberter April (Enchanted April)
- 2000: Die Sopranos (The Sopranos) (Fernsehserie, Folge 2x04)
- 2002: Verliebt in Rom (When in Rome)

### Regie
- 1954: Ultima illusione
- 1955: Il nostro campione
- 1957: A vent'anni è sempre festa (auch als Schauspieler)